# Komovi
El Komovi es una montaña, cadena montañosa y macizo de los Alpes Dináricos situado al este de Montenegro. Está situado al oeste del curso superior del Río Lim, al este del Tara y al sur del Drcka. Los montes Prokletije se alzan al sur y el Bjelasica al norte. El macizo está rodeado por mesetas que culminan a 1900 m s. n. m. Restos de glaciaciones (morrenas) son visibles dentro de las depresiones al este del macizo. Su pico más alto, Kom Kučki, alcanza una altura de 2487 m (8159 pies).
Los Komovi están situados entre la cordillera de las Montañas Malditas montenegrino-albanesa que los limita al sur y al este, la montaña Bjelasica al norte y el río Tara al oeste. Administrativamente, las montañas de Komovi se dividen entre los municipios de Kolašin y Andrijevica. Tradicionalmente, el macizo de Komovi era la ubicación de los katuns (grupos de cabañas de verano de pastores) utilizados por las tribus montenegrinas de Vasojevići y Kuči.
Desde 2018, los Komovi están clasificados como parque natural, es decir, como espacio natural protegido, debido a su importancia ecológica y a la abundancia de flora y fauna.

## Picos
Los seis picos más altos del Komovi son:
- Kom Kučki 2487 m (8159 pies)
- Estrellas 2483 m (8146 pies)
- Kom Ljevorečki 2469 m (8100 pies)
- Kom Vasojevićki 2461 m (8074 pies)
- Rogamski 2303 m (7556 pies) vrh
- Bávaro 2252 m (7388 pies)